# François Antoine Bossuet

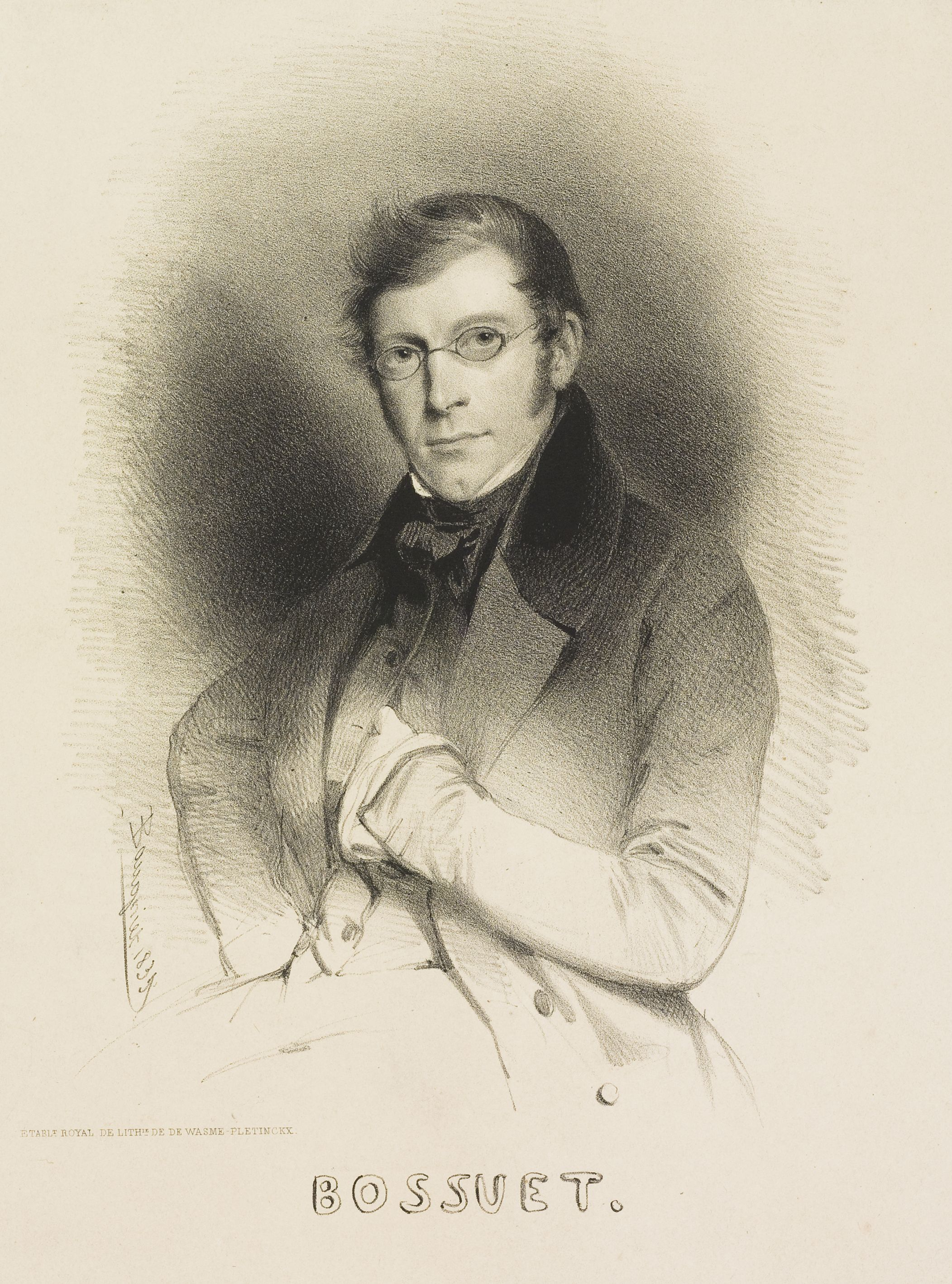
François Antoine Bossuet

François Antoine Bossuet (* 22. August 1798 in Ypern; † 30. September 1889 in Saint-Josse-ten-Noode/Sint-Joost-ten-Node) war ein belgischer Vedutenmaler.
Er wurde an der Koninklijke Academie voor Schone Kunsten van Antwerpen bei Willem Jacob Herreyns ausgebildet.
Er unternahm Studienreisen nach Italien, Spanien, Portugal, Marokko, Deutschland und den Niederlanden. In allen besuchten Ländern malte er Vedutenbilder.
Er verfasste 1843 eine Abhandlung über malerische Perspektive.
1855 wurde er zum Professor an der Académie royale des Beaux-Arts de Bruxelles ernannt, eine Position, die er bis 1876 innehatte. 

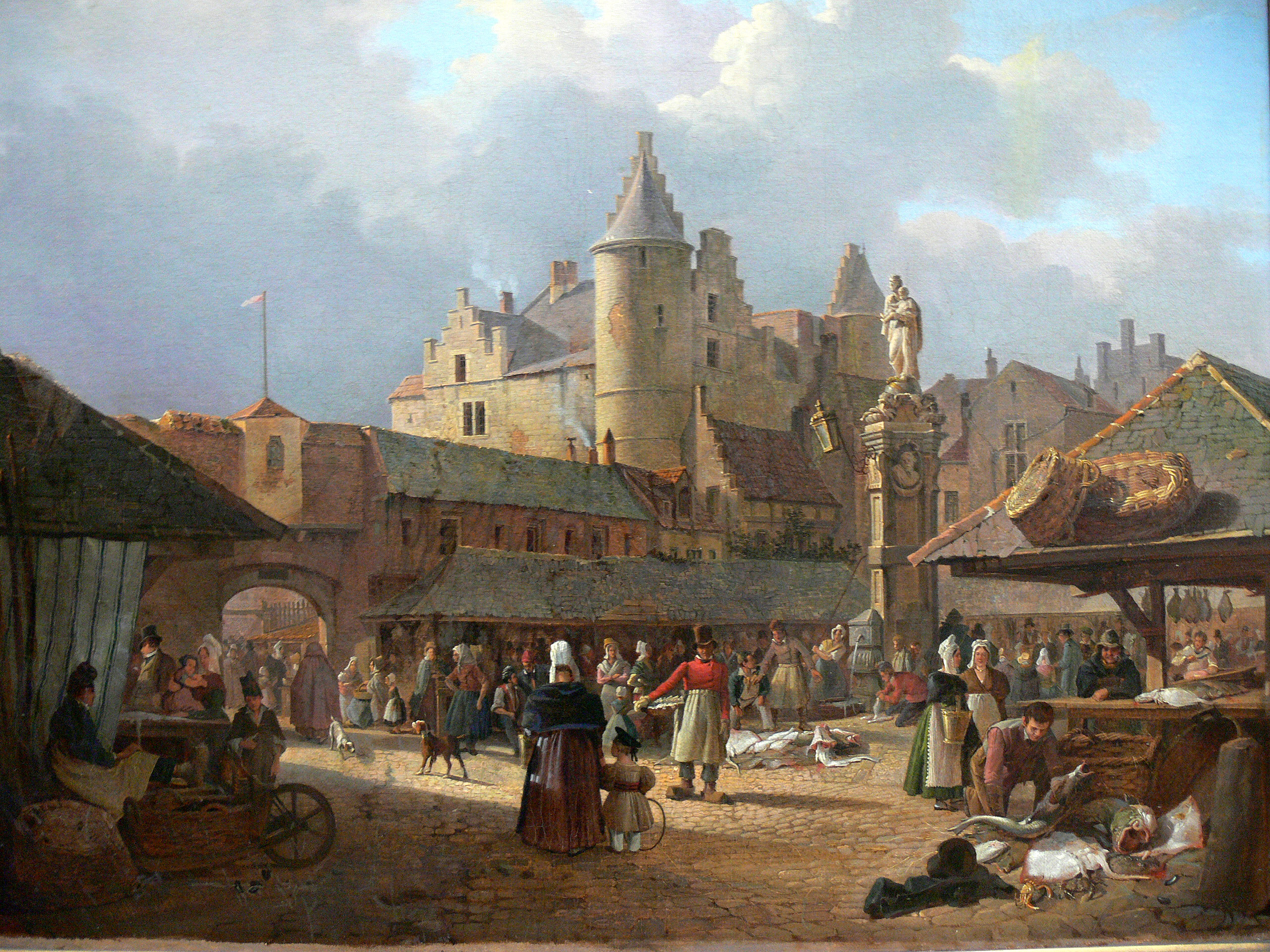
Ostende, Fischmarkt
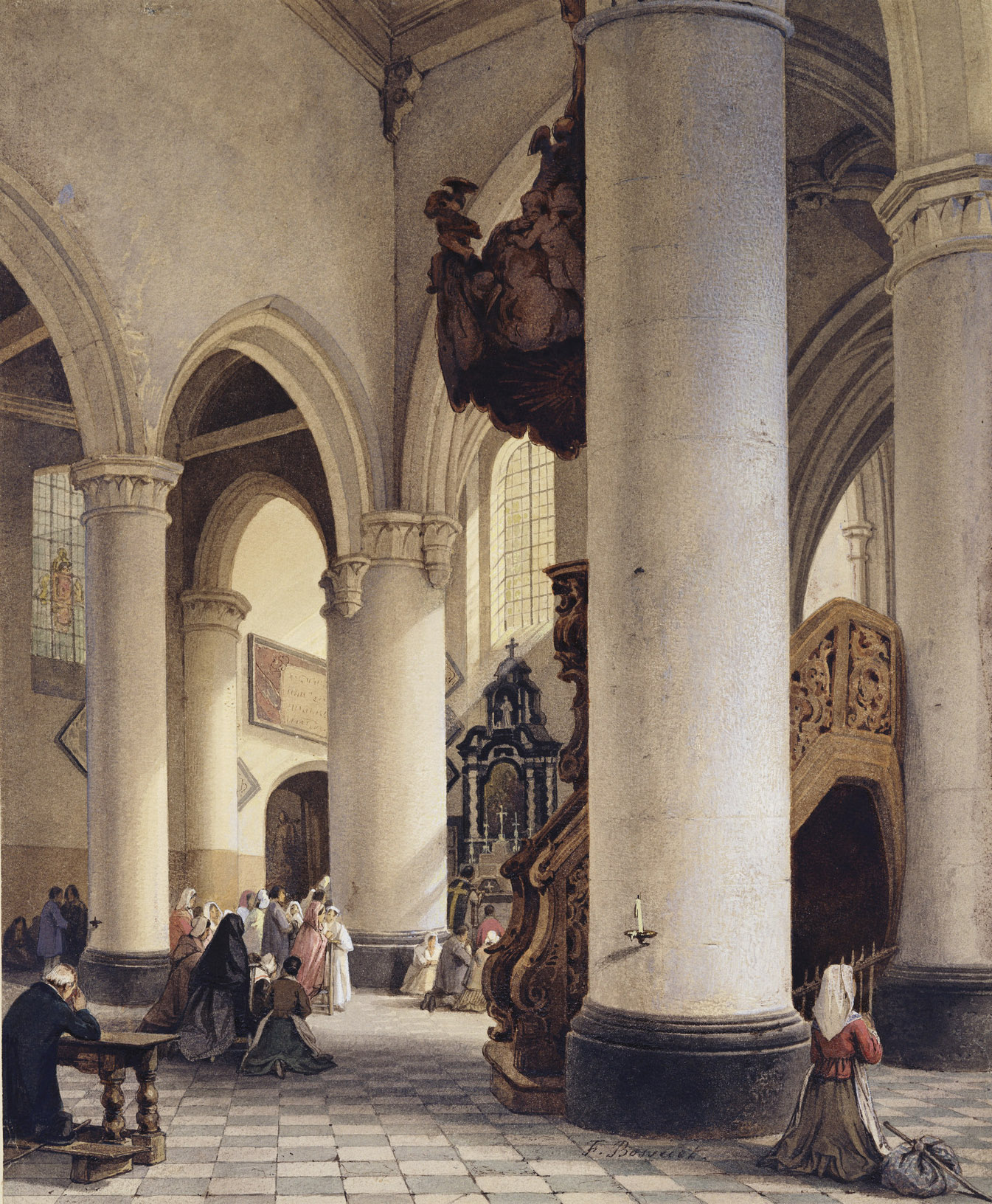
Laken, Notre-Dame
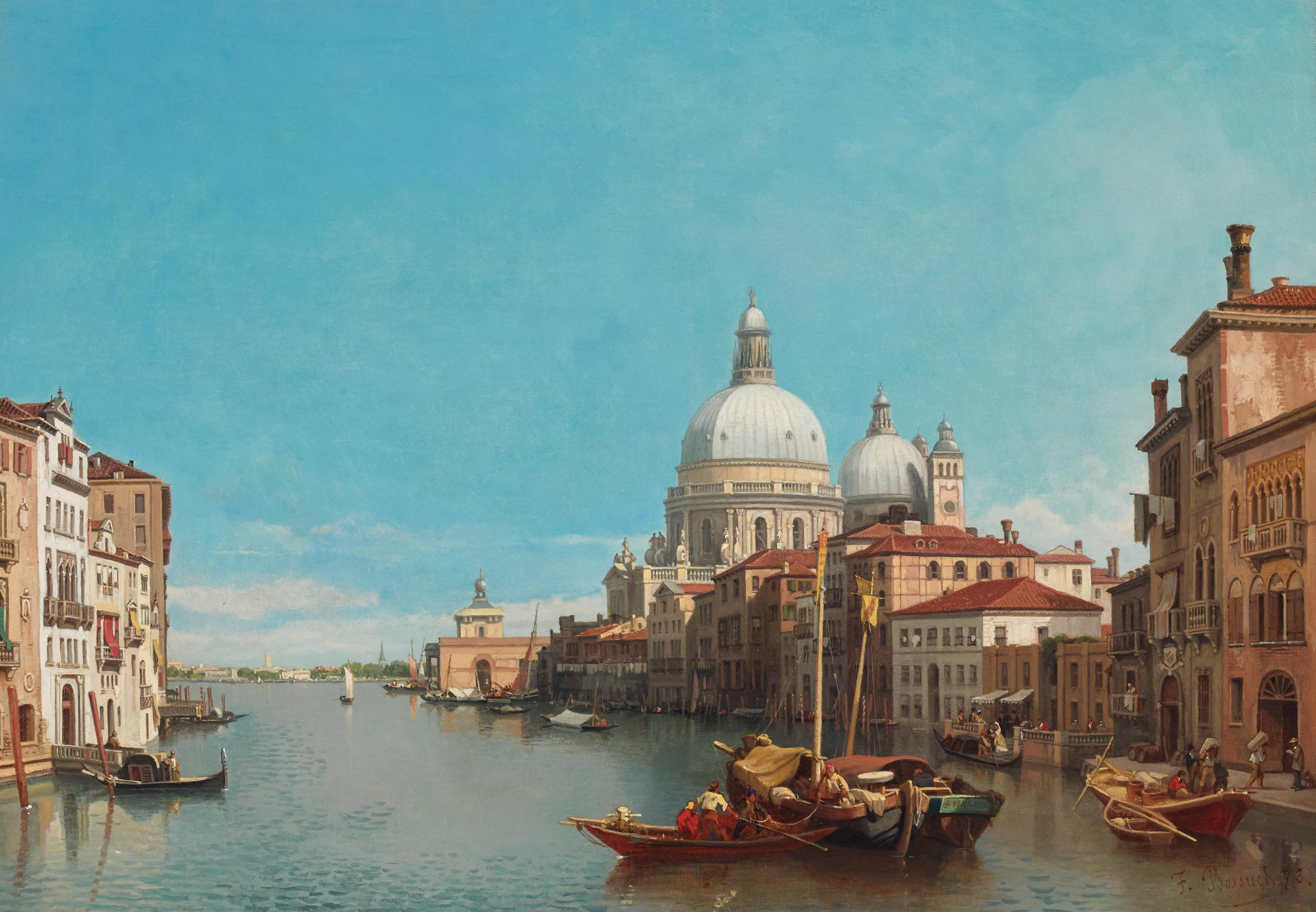
Venedig mit Santa Maria della Salute